# Юридическая газета (Казахстан)
«Юридическая газета» (каз. Заң газетi) — казахстанская газета. Издаётся на казахском и русском языках. Издатель — ТОО «Медиа корпорация „ЗАҢ“» (Алма-Ата).

## Информация об издании
Инициатором создания газеты стал тогдашний министр юстиции Казахстана Нагашбай Шайкенов. Первый номер вышел 3 ноября 1994 года. Первым редактором был Марат Токашбаев. С января 2023 года главным редактором газеты является Тохтахунов Бахтияр Нурахунович.
Современная периодичность газеты — 2 раза в неделю. Объём издания составляет 4 печатных листа. Тираж в 2002 году составлял 17000 экземпляров, в июне 2020 года — 10450 экземпляров.

## Содержание
В газете публикуются следующие материалы:
- Нормативные постановления пленарного заседания Верховного суда РК[6].
- Другие официальные документы: указы и распоряжения Президента РК, послания Президента РК народу Казахстана, принятые Парламентом РК законы, резолюции Правительства РК[7].
- Новости политической, экономической, общественной и культурной жизни Казахстана[2].

В газете публиковались статьи видных казахстанских юристов Нагашбая Шакенова и Салыка Зиманова.

## Награды
- В 2011 году творческий коллектив газеты «Юридическая газета» удостоен гранта Президента Республики Казахстан в области средств массовой информации[8].